# Eilema dinawa
Eilema dinawa är en fjärilsart som beskrevs av Bethune-Baker 1904. Eilema dinawa ingår i släktet Eilema och familjen björnspinnare. Inga underarter finns listade i Catalogue of Life.